# Radical 114
El radical 114, representado por el carácter Han 禸, es uno de los 214 radicales del diccionario de Kangxi. En mandarín estándar es llamado 禸部, (róu　bù); en japonés es llamado 禸部, じゅうぶ (jūbu), y en coreano 유 (yu). En los textos occidentales es llamado «radical “huella”» o «radical “anca”».
El radical «huella» aparece siempre en la parte inferior de los caracteres que clasifica (por ejemplo en 禺).

## Nombres populares
- Mandarín estándar: 禸, róu.
- Coreano: 자귀유부, jagwi yu bu, «radical yu-rastro».
- Japonés:　禺の脚（ぐうのあし）, gū no ashi, «parte inferior de gū (禺, “mono de cola larga”)».
- En occidente: radical «huella», radical «anca».

## Galería
| Estilos antiguos                                 | Estilos antiguos                  | Estilos antiguos                        | Estilos antiguos                   | Estilos antiguos                   | Estilos empleados actualmente       | Estilos empleados actualmente  | Estilos empleados actualmente    | Estilos empleados actualmente   | Estilos empleados actualmente  |
|                                                  |                                   |                                         |                                    |                                    |                                     | 禸                             | 禸                               |                                 |                                |
| 甲骨文 jiǎgǔwén (escritura de huesos oraculares) | 金文 jīnwén (escritura de bronce) | 简帛 jiǎnbó (escritura de bambú y seda) | 篆文 zhuànwén (escritura de sello) | 篆文 zhuànwén (escritura de sello) | 隸書 lìshū (estilo de los escribas) | 楷書 kǎishū (estilo regular)   | 楷書 kǎishū (estilo regular)     | 行書 xǐngshū (estilo corriente) | 草書 cǎoshū (estilo de hierba) |
| 甲骨文 jiǎgǔwén (escritura de huesos oraculares) | 金文 jīnwén (escritura de bronce) | 简帛 jiǎnbó (escritura de bambú y seda) | 大篆 dàzhuàn (sello grande)        | 小篆 xiǎozhuàn (sello pequeño)     | 隸書 lìshū (estilo de los escribas) | 繁體／繁体 fántǐ (tradicional) | 简体／簡體 jiǎntǐ (simplificado) | 行書 xǐngshū (estilo corriente) | 草書 cǎoshū (estilo de hierba) |

## Caracteres con el radical 114

| trazos | carácter |
| ------ | -------- |
| + 0    | 禸       |
| + 4    | 禹 禺    |
| + 6    | 离       |
| + 7    | 禼       |
| + 8    | 禽       |
| + 9    | 歶       |